# Columba oliviae
Columba oliviae là một loài chim trong họ Columbidae.